# Овермер, Киллиан
Киллиан Овермер (нидерл. Killian Overmeire; родился 6 декабря 1985 года в Локерене, Бельгия) — бельгийский футболист, полузащитник. Выступал за «Локерен» и сборную Бельгии.

## Клубная карьера
Овермер — воспитанник клуба «Локерен» из своего родного города. В 2003 году он дебютировал в Жюпиле лиге. В 2010 году Киллиан был выбран капитаном команды. В составе «Локерена» Овермер дважды становился обладателем Кубка Бельгии. 18 сентября 2014 года в матче против польской «Легии» он дебютировал в основной сетке Лиги Европы.

## Международная карьера
19 ноября 2008 года в товарищеском матче против сборной Люксембурга Овермер дебютировал за сборную Бельгии, заменив во втором тайме Гийома Жилле.

## Достижения
«Локерен»
- Обладатель Кубка Бельгии (2): 2011/12, 2013/14